# 황치신
황치신(黃致身, 1397년 ~ 1484년)은 조선 전기의 문신이다. 본관은 장수(長水)이며, 초명은 동(董)이었다가 뒤에 치신으로 개명하였다. 자는 맹충(孟忠)이고 시호는 호안(胡安)이다. 정승 황희의 아들이다.

## 생애
음서로 출사하여 공안부부승(恭安府副丞)에 등용되고, 여러 벼슬을 거쳐 태종 때인 1415년 통례문 봉례랑(奉禮郞)이 되었다. 이후 사헌부감찰, 호조좌랑 등을 지내고 1432년 선공감판사와 통례문판사 등을 지냈다. 1434년 동부승지에 올랐다. 1435년 예조참의가 되었고, 이후 중추원부사를 거쳐 외직인 한성부판윤, 경기도관찰사 등을 지냈다. 이후 형조참판과 공조참판을 거쳐 1444년 호조판서로 승진했다. 1454년 단종 2년 중추원사로 성절사가 되어 명나라에 다녀왔다. 귀국 이후 1457년(세조 3) 충청도병마절도사 등을 지냈다.
1461년 판중추원사가 되었고, 이후 남의 노비를 빼앗은 혐의로 탄핵을 받고 파직되었다. 1466년 중추부동지사로 복관되었다가 다시 판중추부사가 되었다. 사후 의정부 우의정에 증직되었다.

## 사후
《황치신 신도비 및 묘소》는 경기도 고양시 덕양구 지축동에 있다. 2005년 7월 29일 고양시의 향토유적 제43호로 지정되었다.

## 가족 관계
- 할아버지 : 황군서
- 할머니 : 용궁 김씨
  - 아버지 : 황희(黃喜)
  - 어머니: 정경부인 청주양씨
    - 동생 : 황보신(黃保身)
    - 제수 : 정경부인 일선김씨
    - 조카 : 황우형(黃友兄)
    - 조카 : 황종형(黃從兄)
    - 조카 : 황경형(黃敬兄)
    - 조카 : 황공형(黃恭兄)
    - 동생 : 황수신(黃守身)
    - 제수 : ?
    - 조카 : 황신(黃 )
    - 조카 : 황찰(黃察)
    - 조카 : 황성(黃省)
    - 조카 : 황욱(黃旭)
    - 동생 : 황직신(黃直身)
    - 제수 : ?
    - 조카 : 황삼외(黃三畏)
    - 조카 : 황씨(黃氏)
    - 누이: 행주 기씨 기질의 처(공민왕 때 신돈과 함께 처형된 기현의 손자)

조카 : 기시경
- -     - 배우자 : 황상(黃象)의 딸

- -     - 장남 : 황사친(黃事親)
    - 차남 : 황사장(黃事長)
    - 손자 : 황섬(黃蟾)증 병조판서
    - 손자며느리 :이구경(李球卿)의 딸
    - 증손자 : 황윤준
    - 삼남 : 황사현(黃事賢)
    - 사남 : 황사형(黃事兄)
    - 오남 : 황사충(黃事忠)
    - 육남 : 황사효(黃事孝), 동지중추부사

양정공(良靖公) 대사헌
- -     - 칠남 : 황사공(黃事恭)
    - 파남 : 황사의(黃事義)
    - 구남 : 황사경(黃事敬)
    - 며느리 : ?
    - 손자 : 황징
    - 손자 며느리 : ?
    - 증손자 : 황윤길 (조선통신사)

## 같이 보기
| - 계유정난 - 세조 찬위 - 세종대왕 - 세조 - 황희 - 황수신 - 음서 제도 - 한명회 - 신숙주 - 구치관 - 권람 - 정창손 - 정인지 - 좌익공신 - 적개공신 - 좌리공신 | - 이시애의 난 - 이징옥의 난 - 남이 - 강순 - 봉석주 - 홍윤성 - 홍달손 - 황군서 - 황여헌 |

## 참고 문헌
- 《세종실록》
- 《세조실록》
- 《대동야승》